# Evangelische Kirche (Obbornhofen)

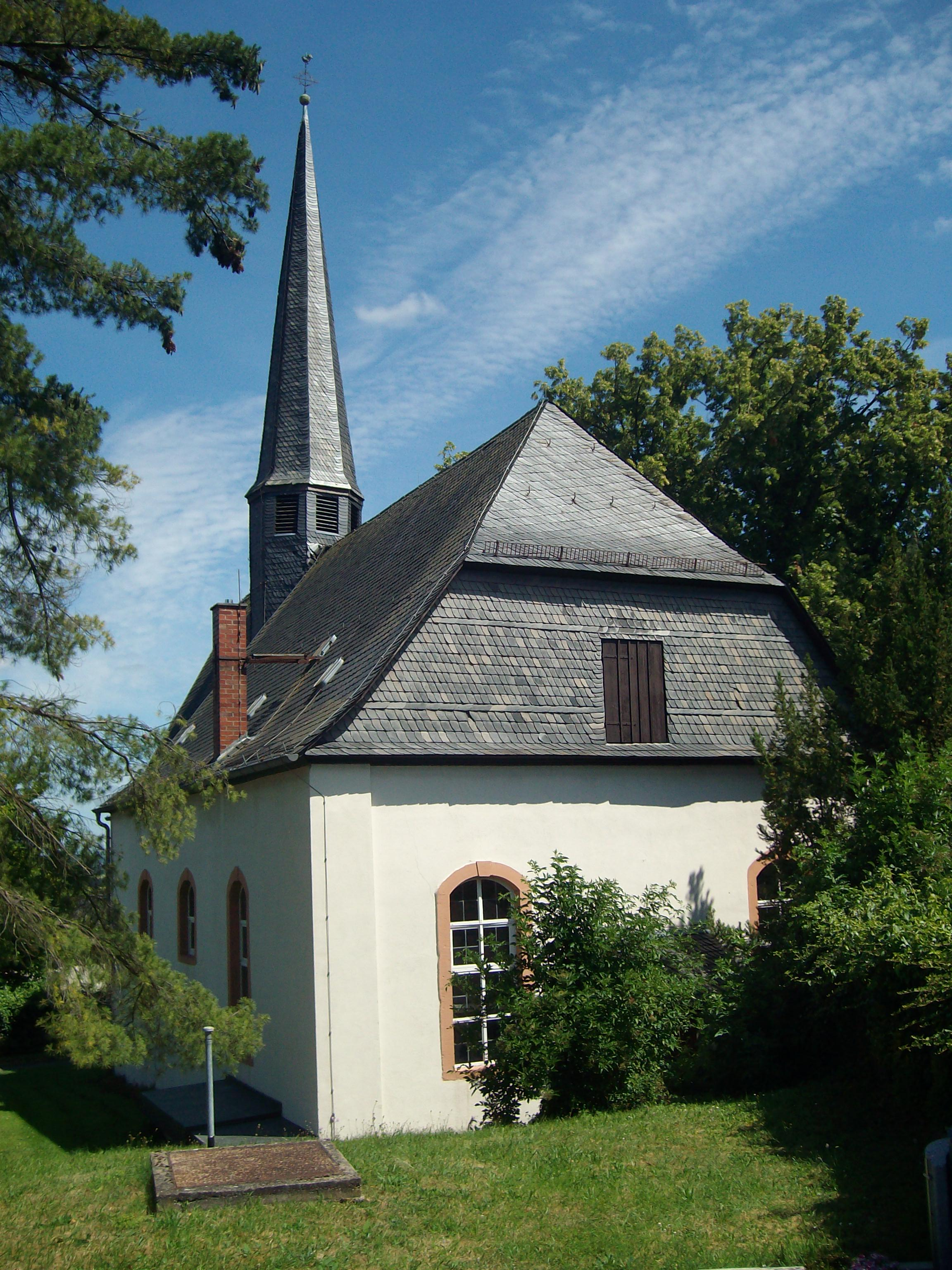
Kirche von Nordwesten

Die Evangelische Kirche in Obbornhofen, einem Stadtteil von Hungen im Landkreis Gießen in Hessen, besteht aus einem quadratischen Chorturm aus dem 13. Jahrhundert und der rechteckigen Saalkirche von 1741/1742. Die Kirche ist hessisches Kulturdenkmal.
Die Kirchengemeinde gehört zum Dekanat Gießener Land in der Propstei Oberhessen der Evangelischen Kirche in Hessen und Nassau.

## Geschichte

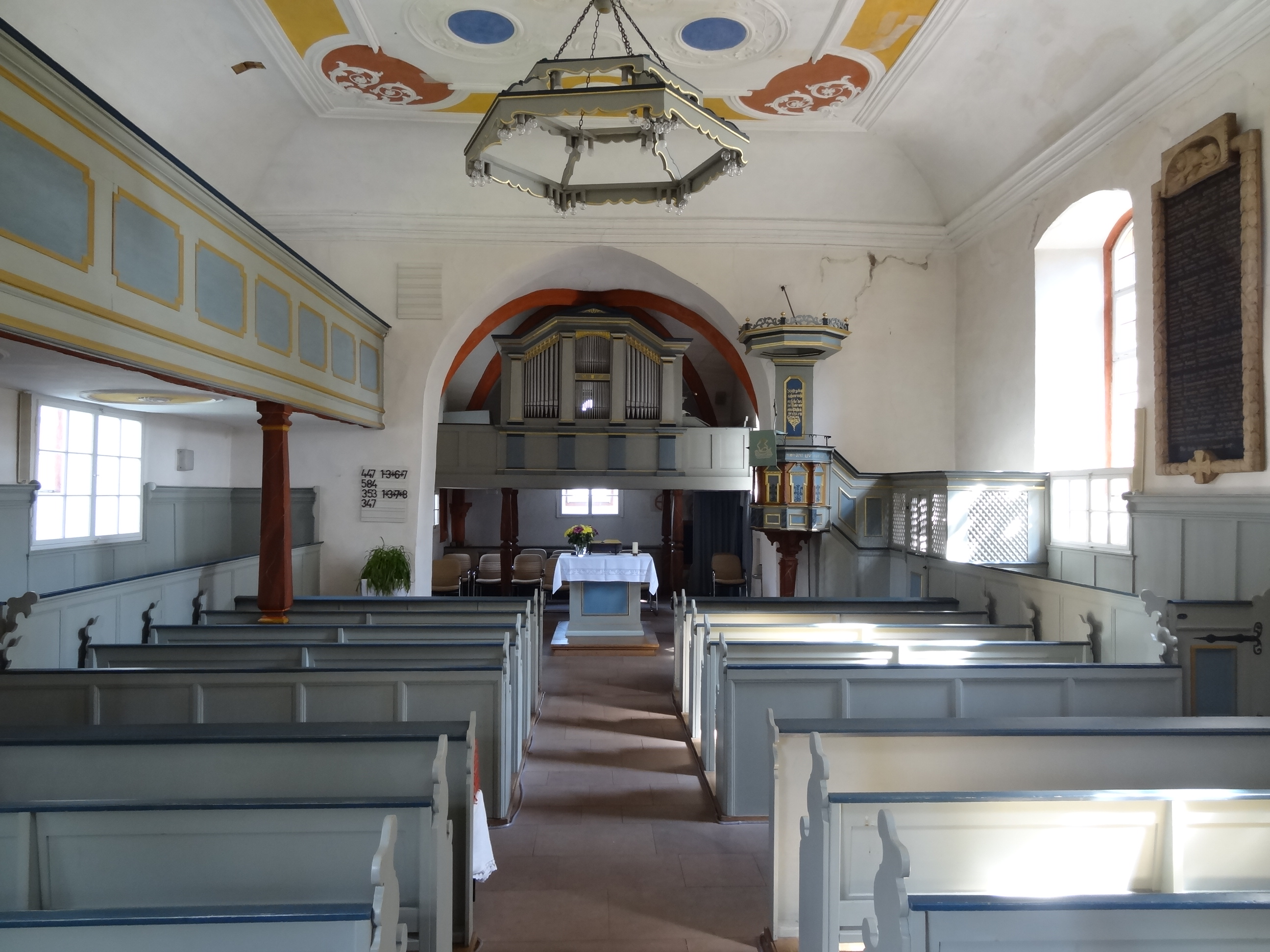
Innenraum Richtung Osten

Das Kirchenpatronat weist auf eine Kirche im 12. oder 13. Jahrhundert hin. Für den Ort ist im Jahr 1333 erstmals ein Pfarrer nachgewiesen: Giselbert von Nordeck, dem 1342 Walther von Londorf folgte. Im ausgehenden Mittelalter gehörte Obbornhofen kirchlich zum Archidiakonat St. Maria ad Gradus in der Erzdiözese Mainz und hatte einen eigenen Sendbezirk. Mit Einführung der Reformation zwischen 1554 und 1560 wechselte Villingen zum lutherischen und mit Graf Konrad von Solms-Braunfels um 1582 zum reformierten Bekenntnis. Als erster evangelischer Pfarrer wirkte hier Blasius Lundorp bis 1568.
Über eine für das Jahr 1566 bezeugte Renovierung ist nichts Näheres bekannt. In den 1650er Jahren wurden die Schäden des Dreißigjährigen Kriegs beseitigt und ein neues Gestühl und eine neue Kanzel angeschafft. Die Vorgängerkirche wurde 1741 abgerissen und bis 1742 erneuert. In den Jahren 1871 und 1911 erfolgten Renovierungen. 1911 wurde das Kircheninnere neu gestrichen, die Brüstungsmalereien wurden wieder freigelegt, der Ostgiebel wurde verschiefert und eine neue Orgel eingebaut.
Nachdem Risse unbekannter Ursache im Gebälk und im Mauerwerk aufgetreten waren, wurde im Jahr 2018 ein Sanierungskonzept in zwei Bauphasen entwickelt. Einige schadhafte Balken der mittelalterlichen Konstruktion wurden ersetzt, durch zusätzliche Holzträger wurde die Last auf die Außenwände verlagert. Die Turmspitze erhielt einen neuen Wetterhahn. Die Verbindung zwischen Chorturm und jüngerem Schiff wurde stabilisiert, die doppelwandigen Mauern wurden mit Edelstahlankern fixiert und die Hohlräume mit einer Kalkinjektion gefüllt. Als Abschluss der Außenrenovierung erhielten der Dachreiter und das Chordach nach der Instandsetzung eine neue Verschieferung. In einem zweiten Bauabschnitt folgte eine Innenrenovierung. In diesem Zuge wurde die schadhafte Stuckdecke saniert und weiß gestrichen, der Putz ausgebessert, die Orgel aus- und wieder eingebaut, die Beleuchtung samt Elektroinstallation erneuert sowie der Fußboden und die hölzerne Kirchenausstattung aufgearbeitet. Die Kosten beliefen sich auf 750.000 Euro. Die Wiedereinweihung erfolgte am 1. Dezember 2019.

## Architektur

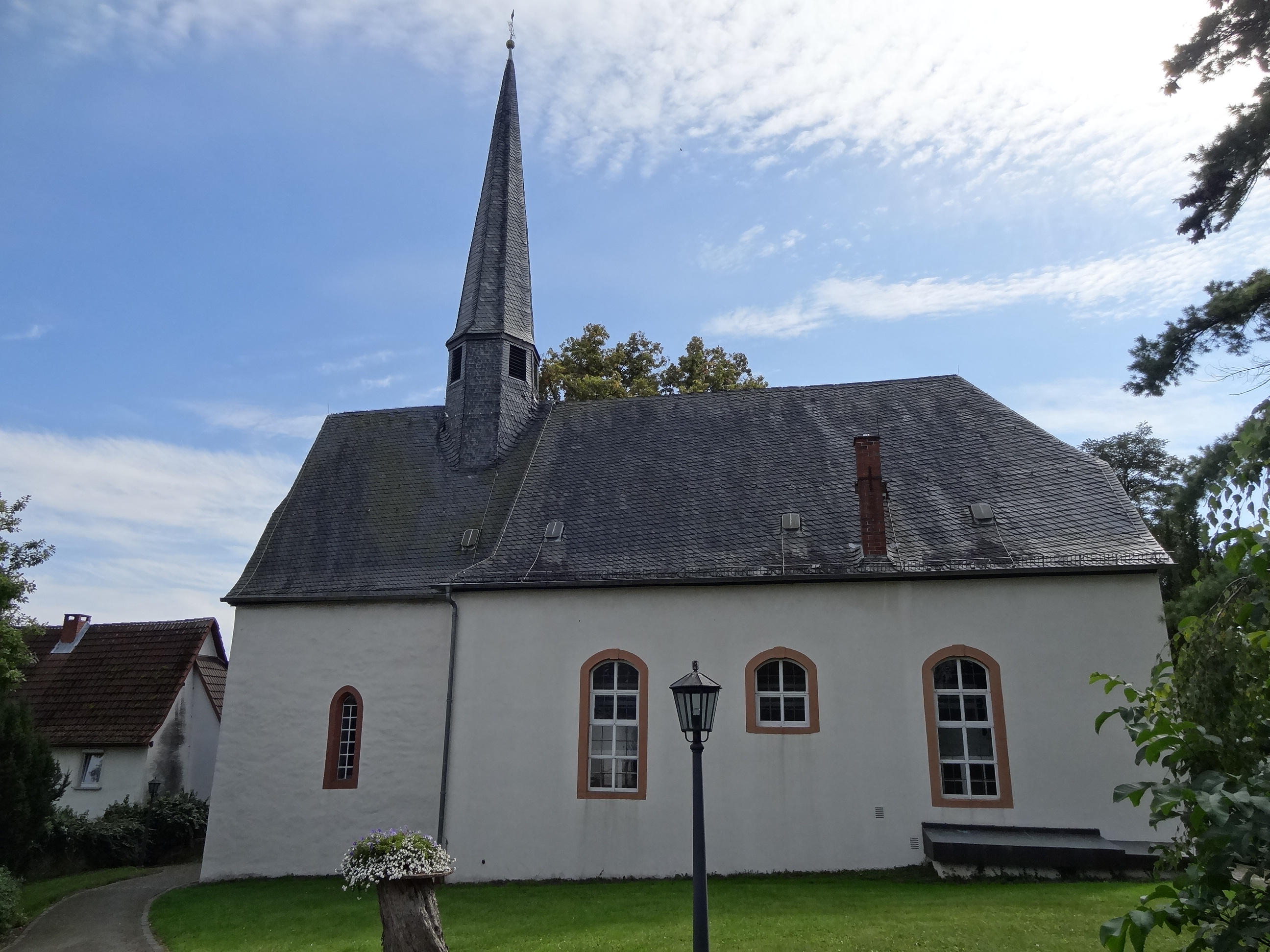
Nordseite der Kirche mit Chorturm

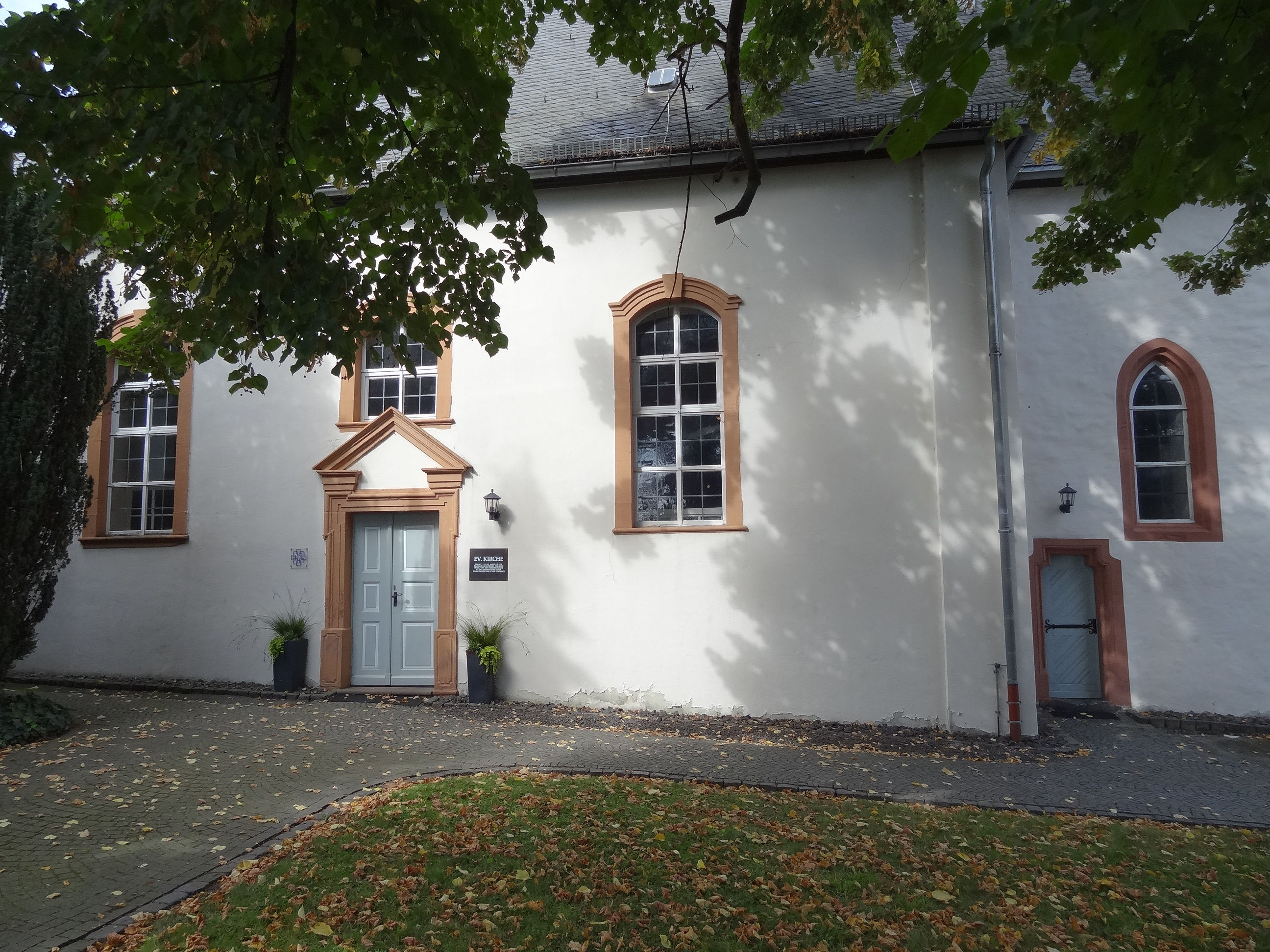
Südseite der Kirche

Die geostete Kirche liegt im Nordwesten des alten Dorfkerns. Der untere Teil des Chorturms stammt aus dem 13. Jahrhundert. Er ist massiv aufgemauert und hat Eckquaderung aus Sandstein und Lungstein. Der obere Teil aus verschiefertem, spätgotischem Fachwerk mit Ostgiebel und ein durch Kopfbänder gestütztes, flaches Halbwalm wurden im Jahr 1490 geschaffen. Dendrochronologisch wurde als Fällungsdatum der Winter 1489/1490 nachgewiesen. Der Chor wird von einem sehr schlanken, achtseitigen Spitzhelm bekrönt, dessen mittelalterliche Konstruktion von 1490 erhalten ist. Die Turmspitze erreicht eine Höhe von 36 Metern. Ihr ist ein Turmknauf mit einem verzierten Kreuz und vergoldetem Wetterhahn aufgesetzt.
Ein schmales, frühgotisches Spitzbogenfenster an der Nordseite mit Lungsteingewände stammt noch aus der Erbauungszeit. Das breitere östliche und südliche Chorfenster aus Sandstein wurden um 1500 eingelassen. Das Südportal im Turm hat einen Schulterbogen und Sandsteingewände, innen einen Stichbogen. Die Chorhalle wird durch ein Kreuzrippengewölbe mit gekehlten Rippen auf runden Ecksäulen abgeschlossen. Der Schlussstein ist mit einer Rosette belegt, die von der Orgel verdeckt wird.
Das weiß verputzte Langschiff wird durch je eine Tür an der West- und Südseite erschlossen. Das Nordportal ist vermauert. Das Südportal ist durch den Dreiecksgiebel und die Architravierung als Haupteingang reicher gestaltet als die anderen Portale. Der Innenraum wird durch Segmentbogenfenster belichtet, die an der Südseite profilierte Stürze aufweisen. Ein rundbogiger Triumphbogen öffnet den Chor zum Kirchenschiff. Alle Gliederungen und Gewände sind aus Sandstein gefertigt. Die Westseite ist als Schopfwalm gestaltet.

## Ausstattung

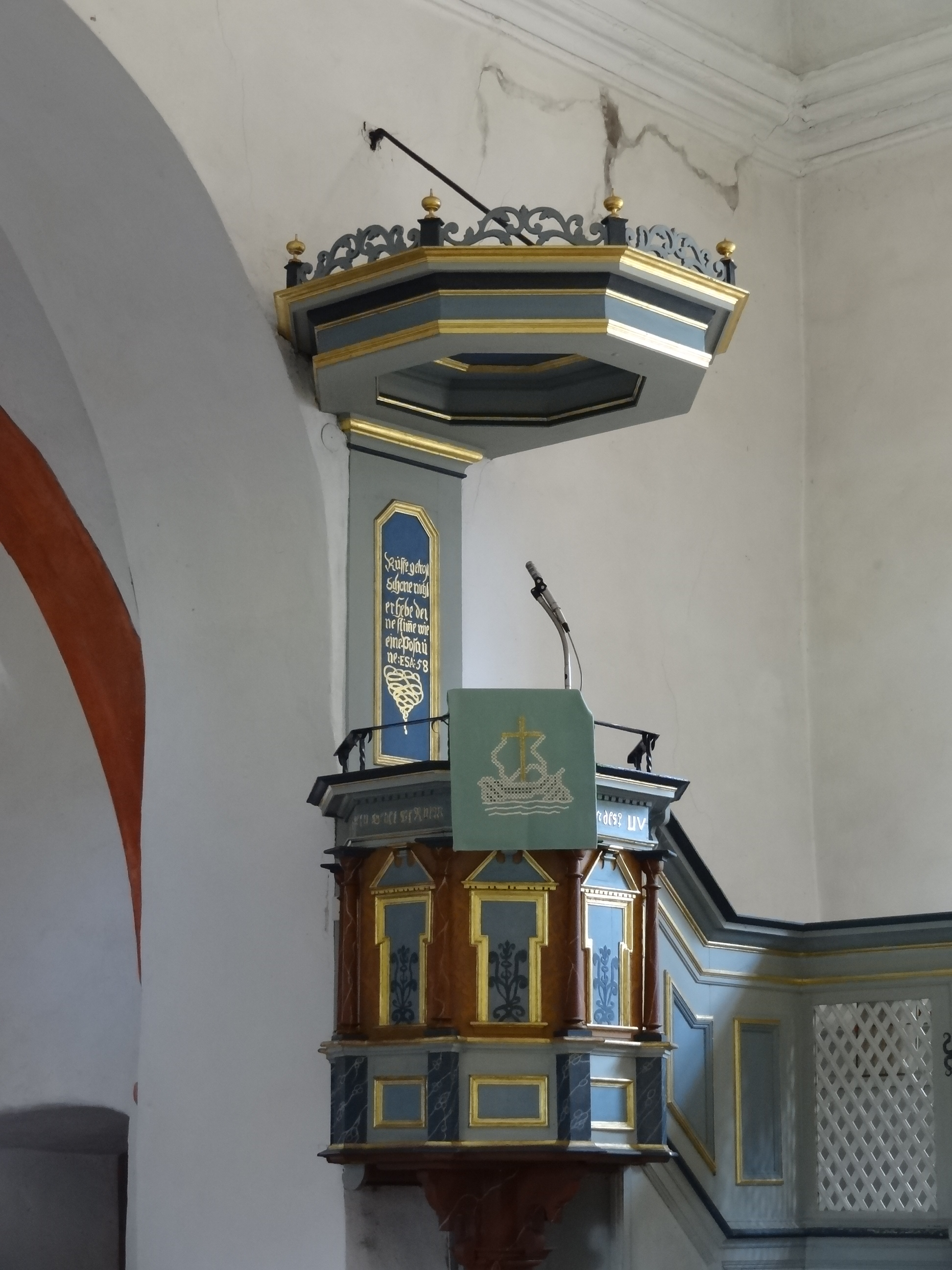
Kanzel von 1652

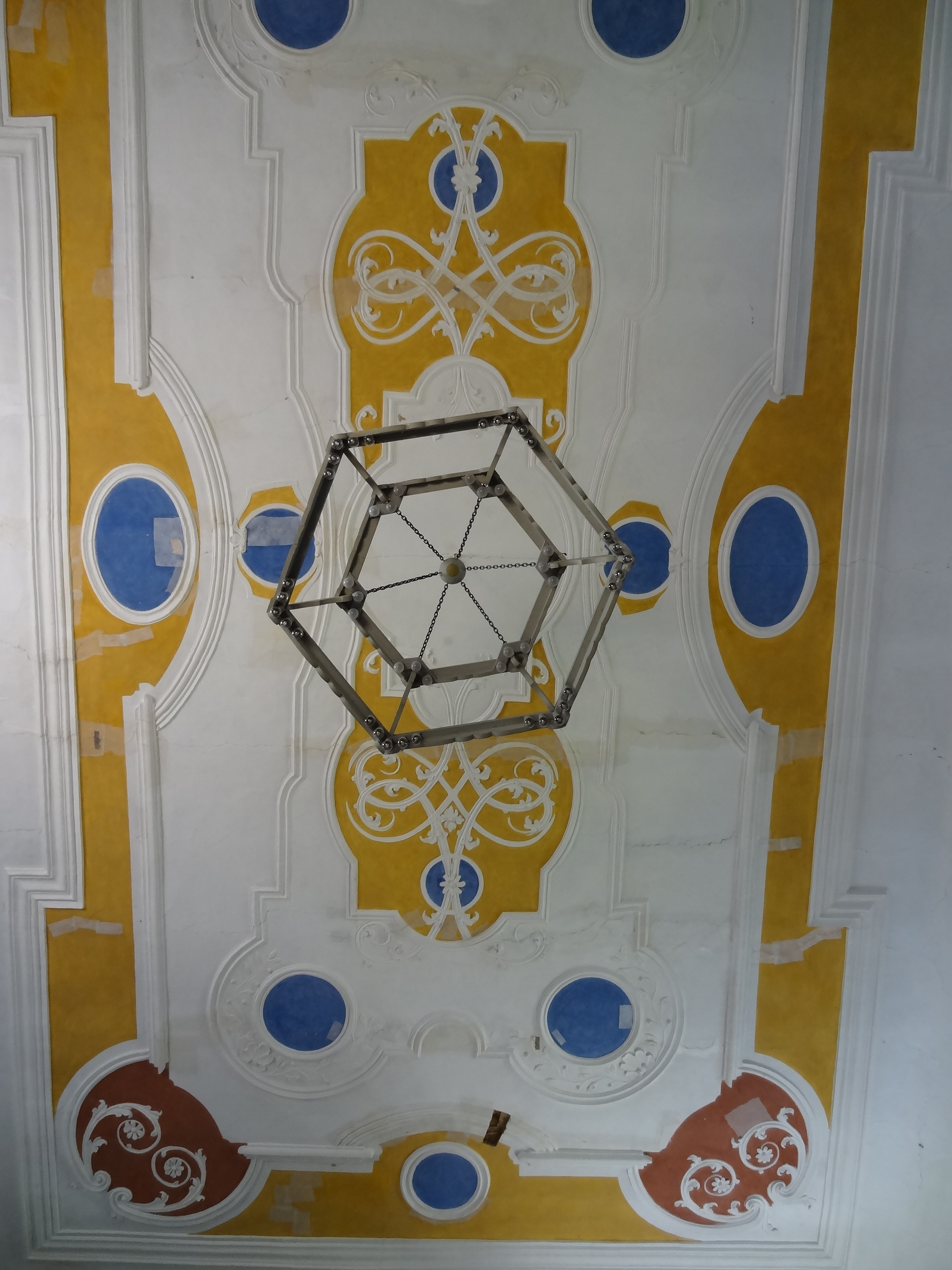
Stuckdecke im Jahr 2014

Der Innenraum des Schiffs wird von einer flachen Decke mit Stuckatur abgeschlossen, die nach der Renovierung im Jahr 2019 ganz weiß gefasst ist. Die Winkelempore an der West- und Nordseite ruht auf rot marmoriert bemalten Holzpfosten. Die Emporenbrüstung hat querrechteckige Füllungen. Der Fußboden ist mit Platten aus rotem Sandstein belegt.
Im Chor sind eine Sakramentsnische mit Zinnenbekrönung in der Nordwand, eine Piscina mit eiserner Tür und eine Dreisitznische mit flachem Stichbogen an der Südwand und eine Gerätenische für das Aquamanile an der Ostwand eingelassen. Die Reste der Chorbemalung datieren von 1751. Von der gotischen Bemalung sind ebenfalls Reste vorhanden sowie sechs Weihekreuze, die sich teils überschneiden und auf eine zweifache Weihe hinweisen.
Ein hölzerner Pfarrstuhl mit durchbrochenem Gitterwerk führt zum Kanzelaufgang. Die polygonale Kanzel von 1652 hat einen achteckigen Schalldeckel, der mit durchbrochenem Schnitzwerk und vergoldeten Kugeln mit Spitzen bekrönt wird. Sie ruht auf einem viereckigen Fuß mit Hermen. Das Wandstück zwischen Deckel und Kanzelkorb hat eine polygonale Füllung mit einem Bibelvers als Inschrift: „Ruffe getrost schone nicht erhebe deine stimme wie eine Posaune:ESA:58“ (Jes 58,1 ). Der Kanzelkorb hat Ecksäulen und gerahmte Füllungen mit reliefartigen Rankenornamenten.
Das Gestühl wurde um 1650 geschaffen, stammt also noch aus der Vorgängerkirche. Der hölzerne Altar mit kassettierten Füllungen unter dem Triumphbogen hat nach vorne und hinten Stufen. Der hölzerne Leuchter ist aus zwei sechseckigen Rahmen gefertigt.
Ein Grabstein aus rotem Sandstein erinnert an Joh. Peter (1669–1739). Das geschwungene Kopfstück zeigt einen Engelkopf mit Flügeln. Ein zweiter Grabstein ist stärker verwittert. Zwischen zwei Pilastern unter einem Architrav ist eine Inschrift angebracht. Im oberen Teil sind zwei Putten dargestellt, die zwei Ranken halten. Sie enden in Voluten und umschließen die Initialen „AMB“. Den oberen Abschluss bildet eine Krone.

## Orgel

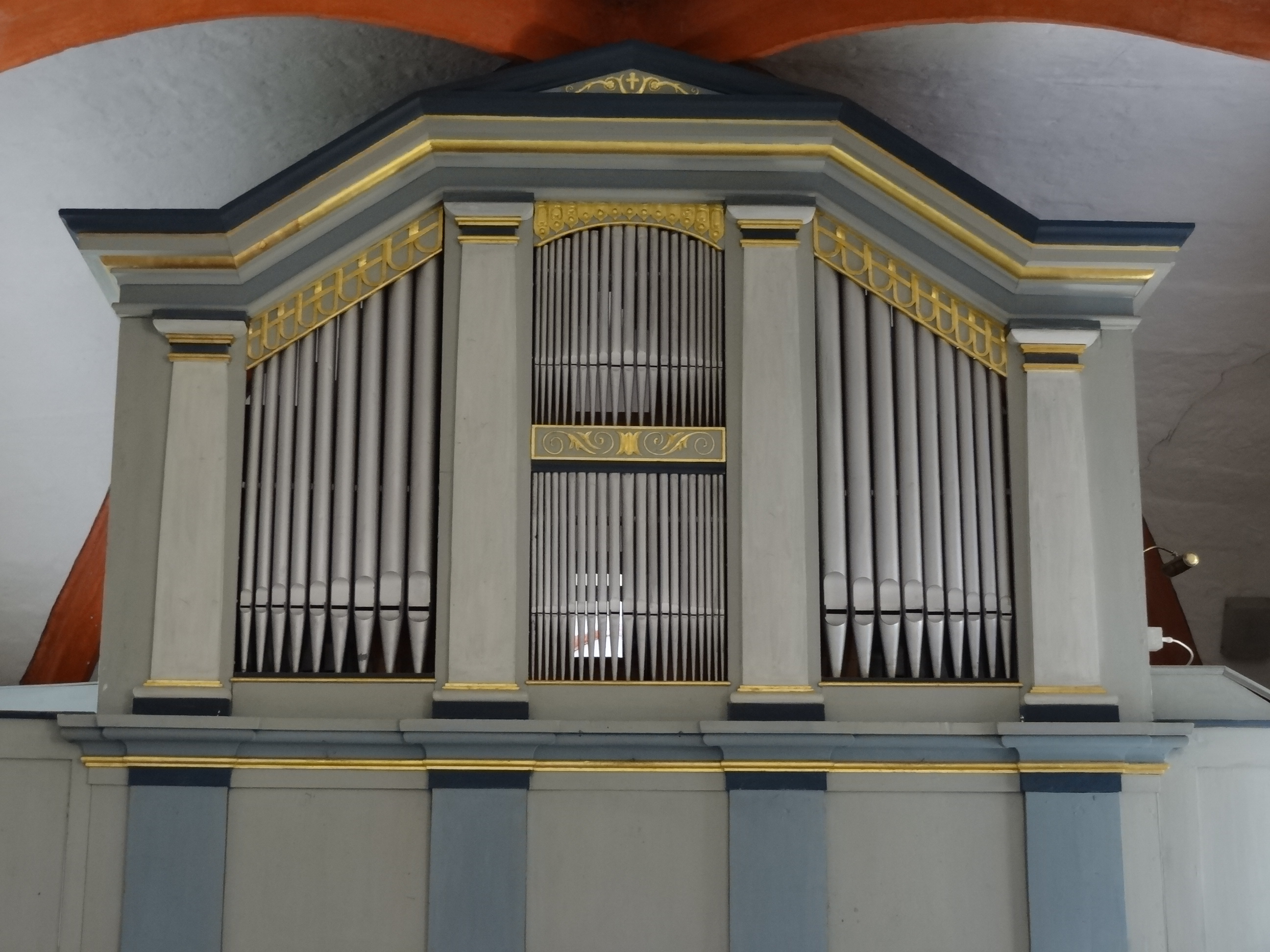
Orgel hinter dem Prospekt von 1843

Die Gemeinde erwarb im Jahr 1724 eine Orgel mit sieben Registern vom Butzbacher Kantor Johann Christoph Henrici, die wahrscheinlich in der neuen Kirche aufgestellt wurde. Orgelbauer Dreuth versah 1851 und 1752 die Pflege. Friedrich Wilhelm Bernhard aus Romrod baute 1843 ein neues Werk. Die alte Orgel wurde von Bernhard abgebaut und für 1940 Mark nach Elbenrod verkauft. Im Jahr 1911 baute Förster & Nicolaus Orgelbau eine neue Orgel hinter einem älteren Prospekt. Das Werk mit pneumatischen Kegelladen verfügt über neun Register auf einem Manual und Pedal und ist bis heute erhalten. Die Disposition lautet wie folgt:
| I Manual C–f3 |      |
| Principal     | 8′   |
| Gamba         | 8′   |
| Dolce         | 8′   |
| Bourdon       | 8′   |
| Octave        | 4′   |
| Flöte amabile | 4′   |
| Rauschquinte  | 2 ⁄3 |

| Pedal C–d1 |     |
| Subbass    | 16′ |
| Violonbass | 8′  |

- Koppeln: I/P, Oktavkoppel
- Spielhilfen: Feste Kombinationen (p, mf, f)

## Glocken

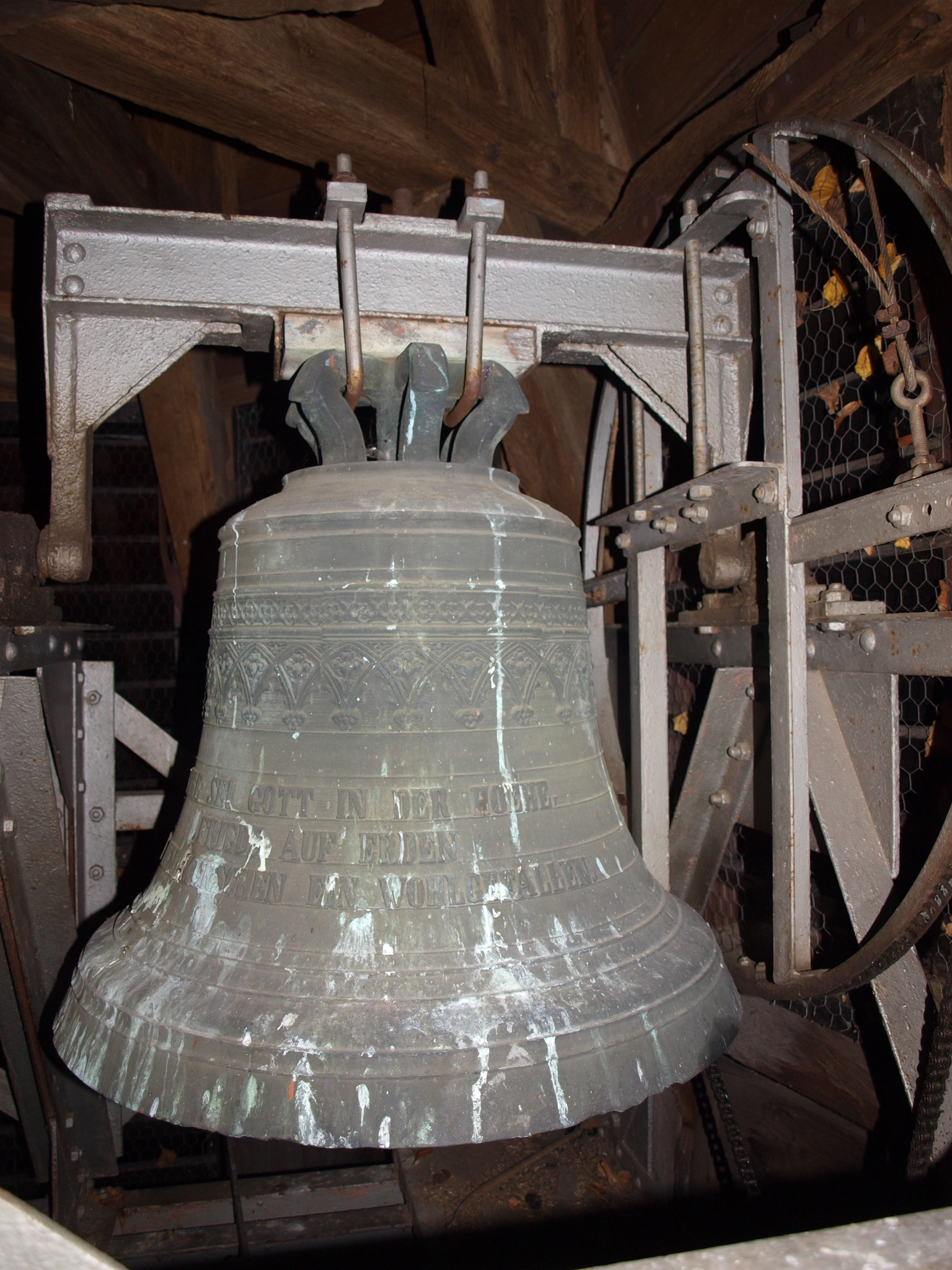
Bach-Glocke von 1888

Der Turm beherbergt ein Dreiergeläut mit einem Dur-Dreiklang. Von den drei Bach-Glocken, die 1888 in Windecken gegossen wurden, mussten 1917 zwei zum Einschmelzen abgeliefert werden. Als Ersatz wurde 1923 neue angeschafft, die 1941 beschlagnahmt und 1950 ersetzt wurden.
| Nr. | Gussjahr | Gießer, Gussort                  | Durchmesser (mm) | Schlagton | Inschrift                                                                      |
| 1   | 1950     | Gebr. Rincker, Sinn              |                  | fis1      |                                                                                |
| 2   | 1950     | Gebr. Rincker, Sinn              |                  | ais1      |                                                                                |
| 3   | 1888     | Philipp Heinrich Bach, Windecken | 730              | cis2      | „EHRE SEI GOTT IN DER HÖHE FRIEDE AUF ERDEN UND DEN MENSCHEN EIN WOHLGEFALLEN“ |